# Caviar d'aubergine
Le caviar d'aubergine ou merenjainade (en Provence) est un mets méditerranéen, à base d'aubergines entières cuites au four dans leur peau, puis réduites en purée.

## Dénomination
En France, c'est la seule préparation végétale pouvant porter la dénomination de caviar. Cet usage, de par son ancienneté et sa constance, a été reconnu par une décision administrative[réf. à confirmer] .

## Préparation
Il existe plusieurs variantes. Les aubergines sont cuites au four dans leur peau, fendues ou non en deux. Dès que la pulpe est cuite, elle est retirée et passée à la moulinette. Dans la recette franco-italienne, elle est assaisonnée de sel, de poivre, d'ail et parfois de cumin. On la rehausse ensuite d'huile d'olive et le résultat est une purée assez brune ; dans la recette grecque ou roumaine, elle est assaisonnée d'un peu de sel, d'aneth, de persil et d'oignons finement hachés, et l'huile est ajoutée dès cette étape : le résultat est une purée verte. Ce mets se présente froid dans un saladier. Il est aussi possible de cuire plus rapidement les aubergines à la vapeur, mais la saveur sera nettement plus fade. À l'île de la Réunion, le « rougail bringelle » est préparé avec de l'oignon puis passé à la poêle avec de l'huile puis agrémenté de ciboulette et de piment.

## Accord mets / vin
Cette entrée peut être accompagnée d'un vin rosé, du vignoble de Provence, ou d'un vin rouge issu de la gamme des vins de pays d'Oc, ou d'un vin blanc comme le saint-joseph (AOC).

## Variantes

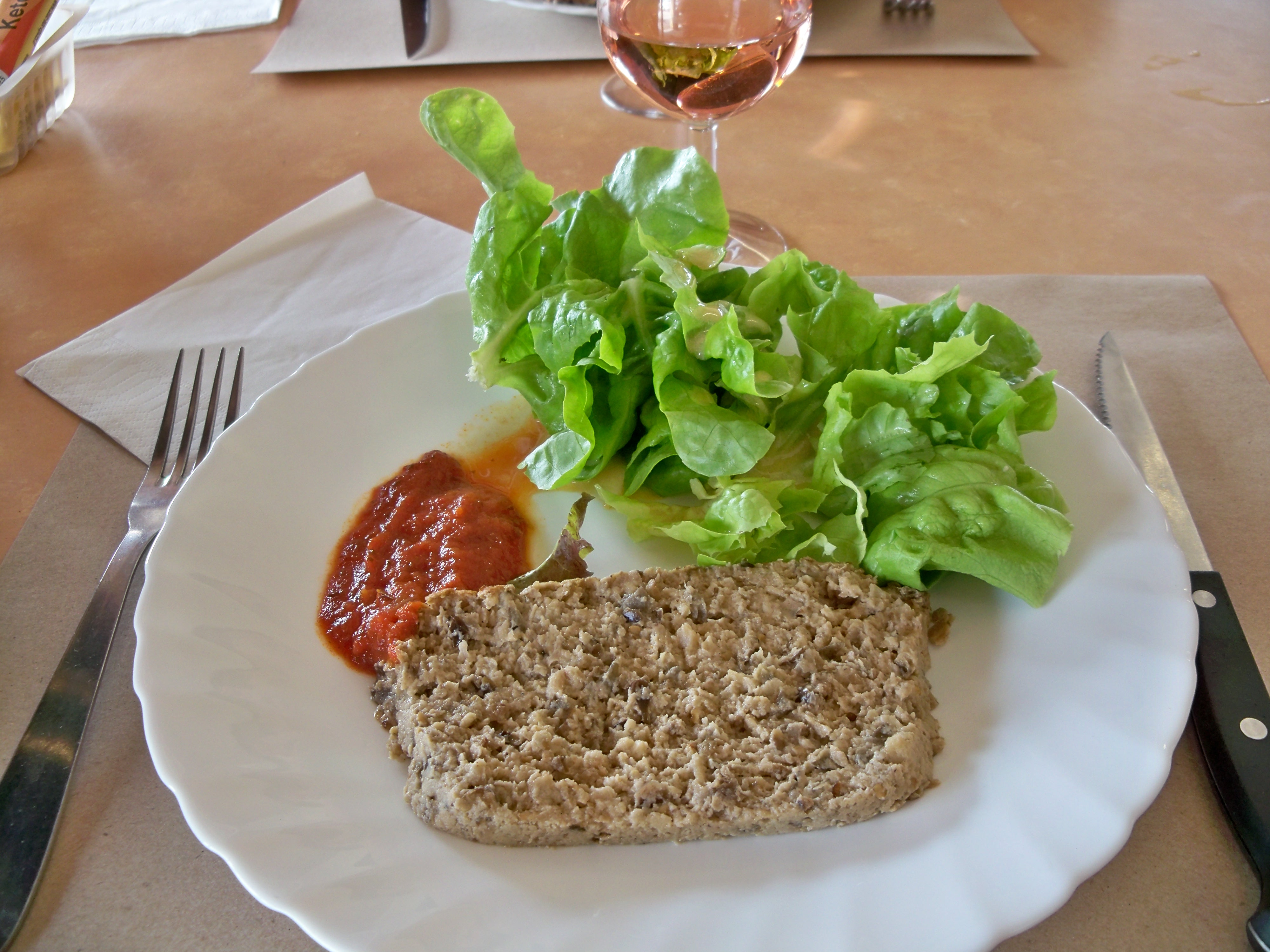
Papeton d'aubergine et son coulis de tomates fraîches

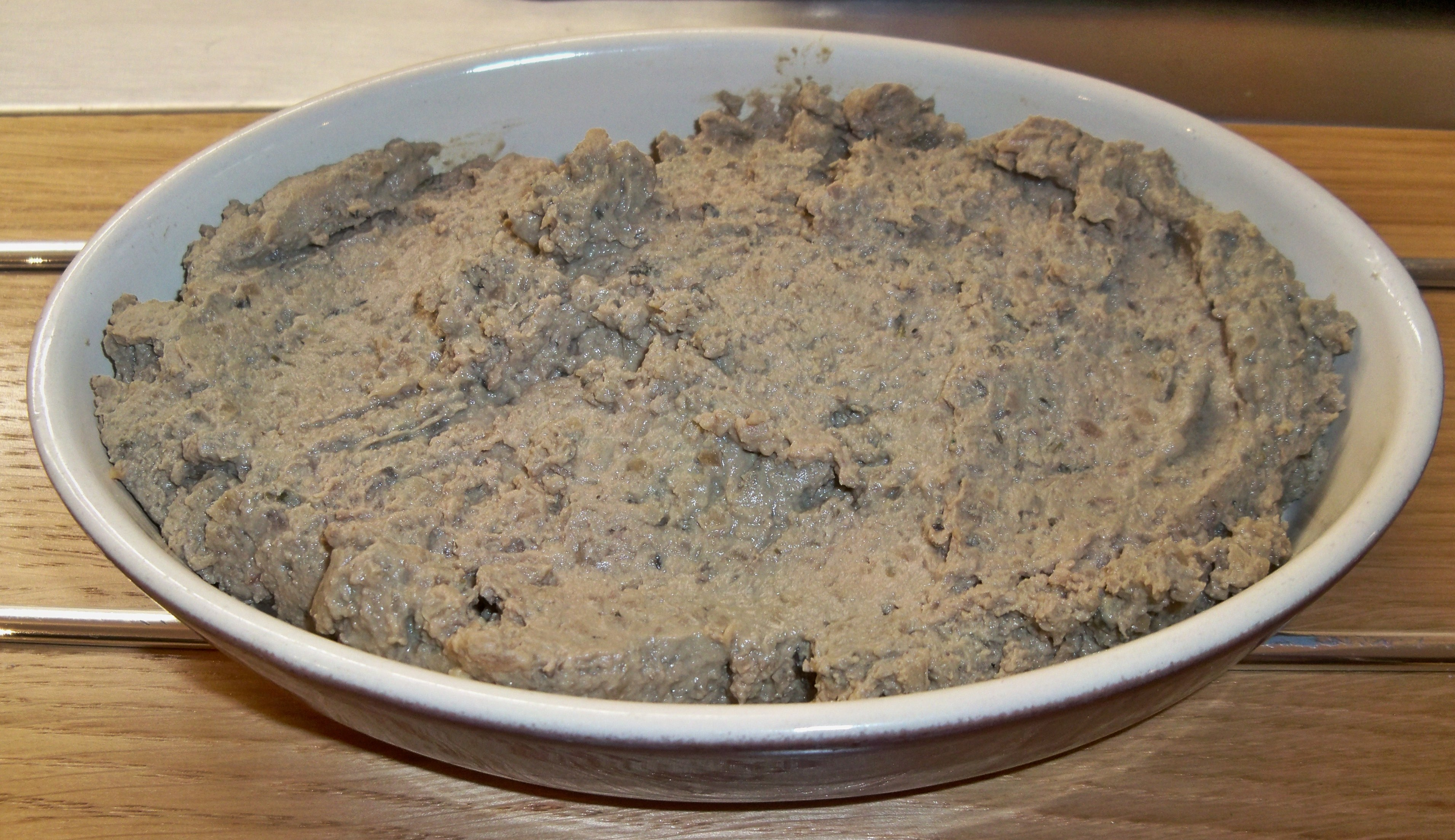
Caviar d'aubergine présenté en toupin

Ce mets est issu du tronc commun de la cuisine méditerranéenne. On le retrouve dans le sud de la France sous le nom de merenjainade, en Arménie (patlatchan), en Roumanie (salată de vinete), en Turquie (patlıcan salatası), en Bulgarie (Икра от Патладжан Ikra ot patladjan), en Grèce (la μελιτζανοσαλάτα melitzanosaláta), en Macédoine (malidzano), en Jordanie (baba ganousch), ainsi qu'en Syrie et au Liban (mtabbal ou moutabal).

### Méditerranée et Moyen-Orient

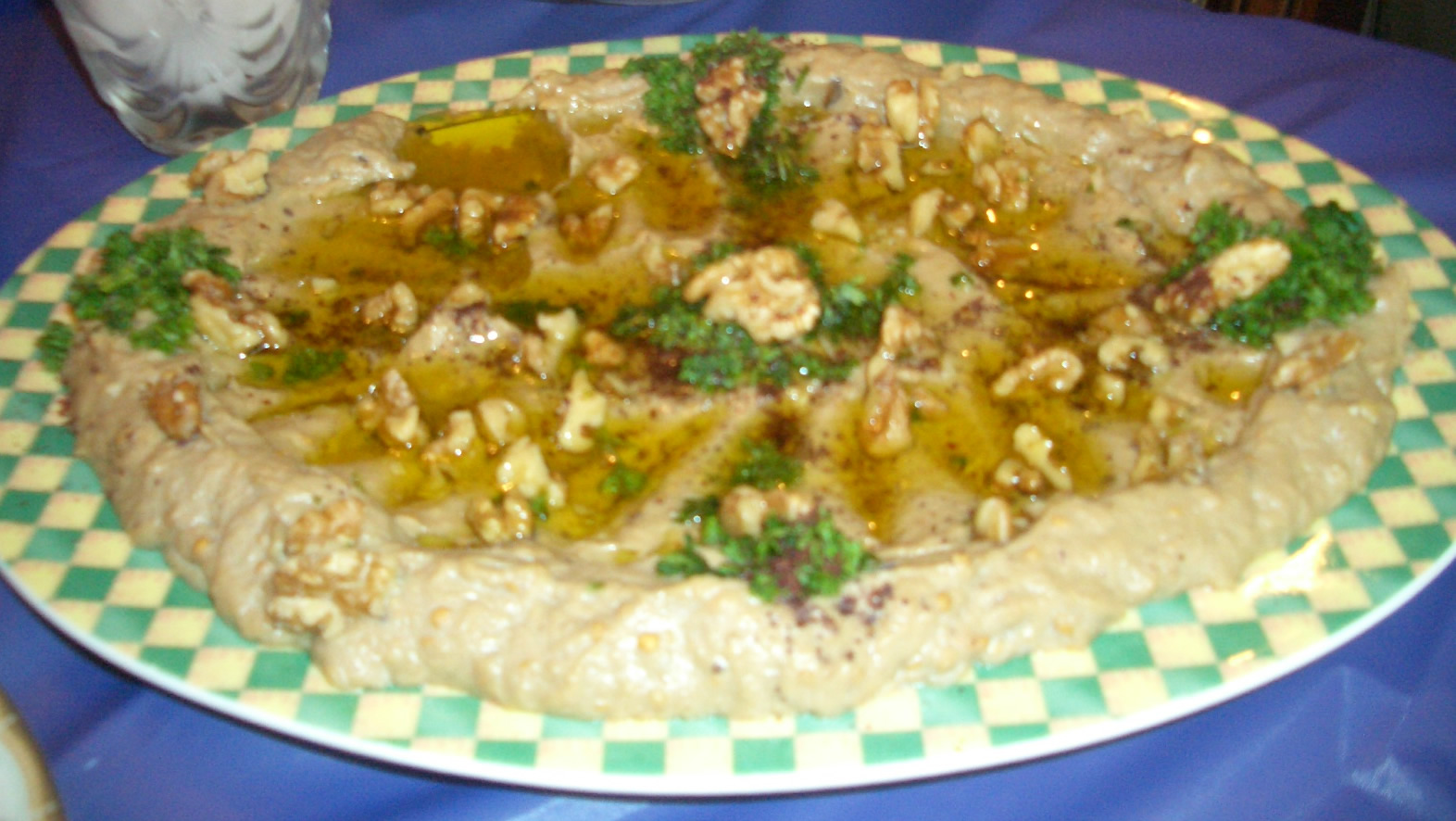
Baba Ghanoush jordanien

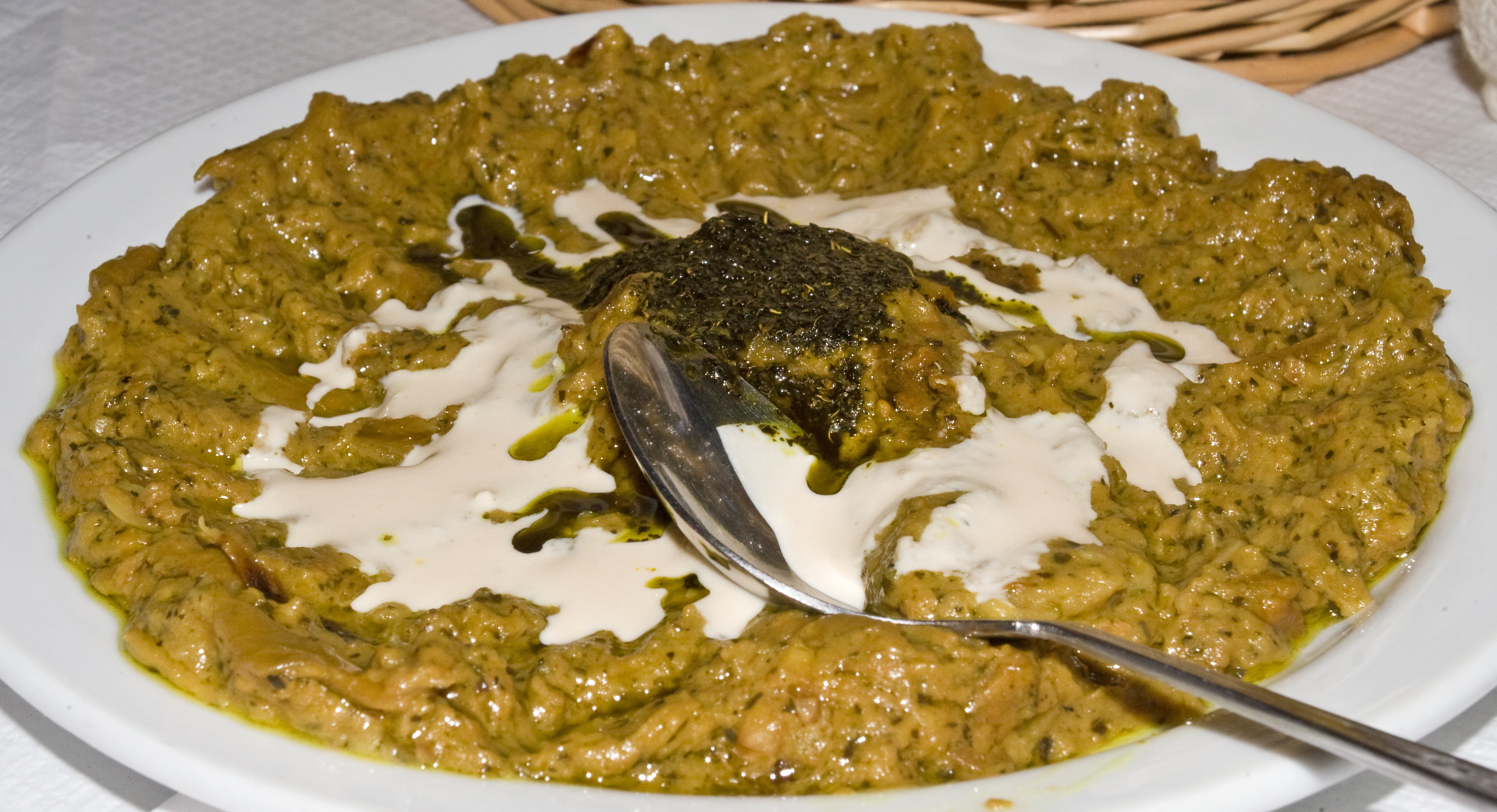
Kashk-o Bademjan iranien

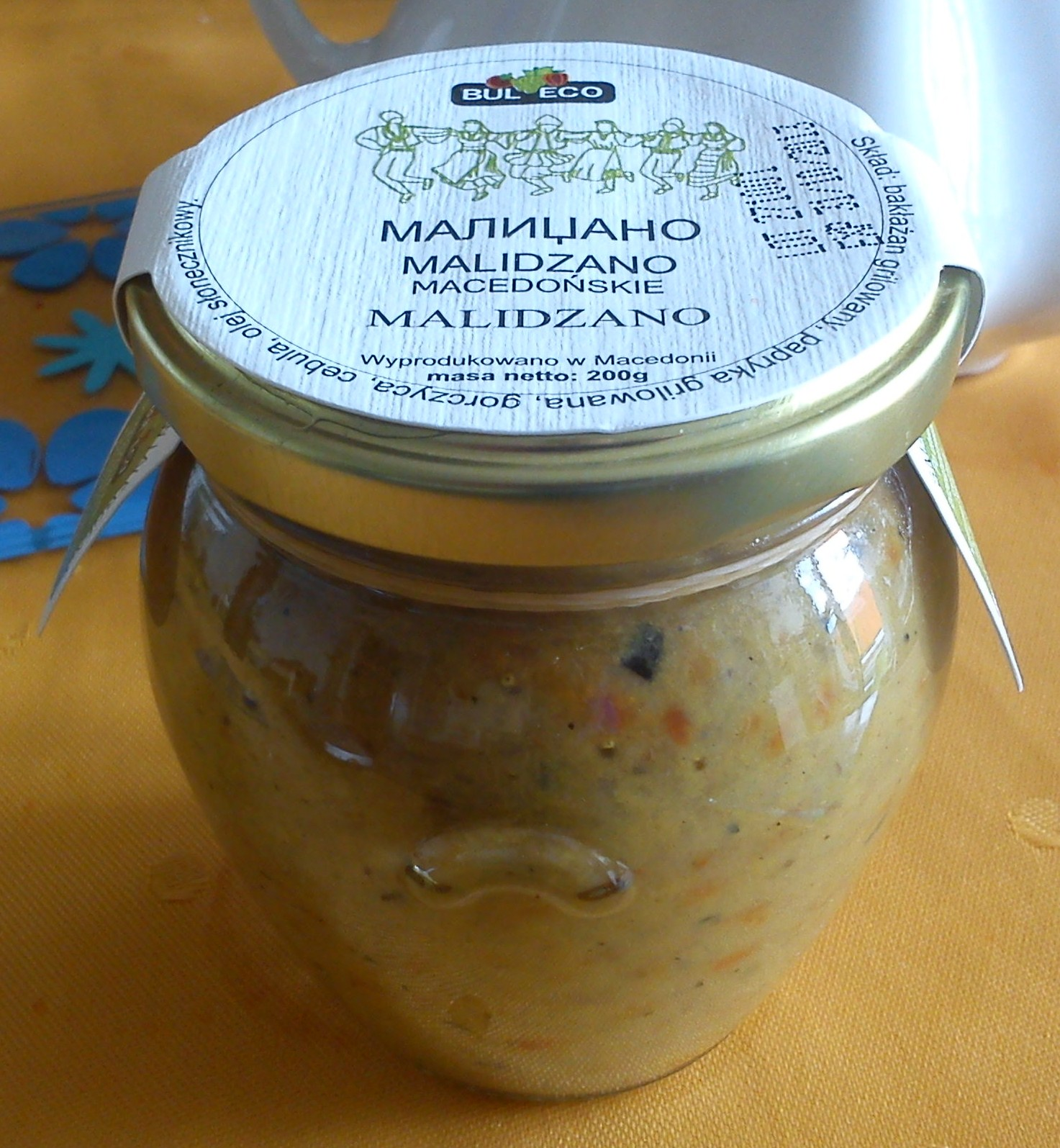
Pot de malidzano

En France on le nomme communément caviar d'aubergine mais le terme merenjainade est également utilisé surtout en Provence. Il est géneralement préparé en faisant rotir les aubergines au four puis en extrayant la pulpe qui est mélangée à de l'huile d'olive et des condiments (ail, herbes de provence, citron). Du fromage blanc peut également être ajouté. A Avignon, le caviar d'aubergine peut-être mélangé à des oeufs et cuit au bain-marie comme un flan pour préparer le papeton.
La version levantine du caviar d'aubergine se nomme baba ganousch (en arabe : بابا غنوج bābā ghanūj), un des plats de la Cuisine libanaise "mezzé" (Aubergine grillée, ail pilé, crème de sésame "tahini", citron et huile d'olive). L'aubergine est mixée avec divers assaisonnements. Souvent, l'aubergine est cuite au four ou grillée sur une flamme nue avant d'être pelée, de sorte que la pâte obtenue soit douce et ait une saveur fumée. Le baba ganoush est souvent de couleur terreuse, brun clair. Il est souvent servi comme sauce dans laquelle on trempe du pain pita. Il peut également accompagner d'autres plats.
Le moutabal (en arabe : متبل lit. épicé) est un plat semblable au baba ganousch, mais plus épicé. Il est composé, comme le baba ganousch, d'un mélange d'aubergine et de tahini, et assaisonné avec du sel, du poivre, du l'huile d'olive et des graines de grenadier, on y ajoute aussi du yaourt. 
En Arménie, le patlatchan,  est préparé à base d'aubergines, de tahini, d'ail, de citron, d'oignons, et parfois de cumin.
En Iran, le kashk-e bademjan est accompagné de petit lait fermenté (kechek).
En Turquie, le plat est appelé patlıcan salatası. Il est préparé avec des aubergines grillées, de l'huile d'olive, du jus de citron et de l'ail. Parfois on y rajoute du tahini, des tomates et des poivrons verts hachés. Plus fréquemment, l'aubergine est mélangée avec du yaourt, de l'huile d'olive et de l'ail. Le plat est servi chaud avec de la viande.
En Israël, le salat ḥatzilim (סלט חצילים) est réalisé traditionnellement à partir d'une purée d'aubergines grillées à la flamme, d'ail, citron et de tahina (טחינה). Une autre version consiste à remplacer le beurre de sésame par de la mayonnaise.
En Grèce et à Chypre, la melitzanosaláta est préparée avec de l'huile d'olive et du jus de citron,.
En Macédoine du Nord, le malidzano est préparé avec des poivrons et du sirene. Ce nom vient de l'italien melanzana (aubergine).
La caponata est une recette sicilienne à base d'aubergines, de poivrons, de céleri, d'olives et de câpres, agrémentée d'une sauce aigre-douce.